# Chiesa di San Romolo a Colonnata
La chiesa di San Romolo si trova a Colonnata, nel comune di Sesto Fiorentino, in provincia di Firenze, diocesi della medesima città.

## Storia
Risale al XIII secolo e nel 1620 venne ristrutturata.

## Descrizione
È ornata con bellissimi arredi della manifattura Ginori di Doccia: l'altare è rivestito di porcellana dai vivaci colori; al centro è il tabernacolo con lo sportello in porcellana dipinta da Giovan Battista Fanciullacci (1783). Sopra l'altare si erge un "Cristo crocifisso" in porcellana bianca, mentre una muta di candelieri completa l'apparato.
Altre opere in porcellana sono il "Crocifisso" della Compagnia di San Giovanni Decollato (1753), e gli "Angeli" in masso bastardo (1760-70) modellati da Gaspero Bruschi.
Nell'aula della Compagnia si trova una serie di imponenti "Apostoli" ad affresco della fine del Cinquecento che introducono ad una "Pietà" affrescata del Quattrocento.